# Ў (слово ћирилице)
Слово Ў (искошено: Ў) је слово ћирилице. Користи се само у белоруском алфабету. Изговара се као кратко У и на латиници се транскрибује као W, док се у српски језик преноси као В.
Такође се користи и у несловенским језицима (нпр. узбечки).

## Примери
Белоруска реч Еўропа (у значењу „Европа”) чита се Европа.

## Изглед
| Слово     | велико слово | мало слово |
| --------- | ------------ | ---------- |
| нормално  | Ў            | ў          |
| искошено  | Ў            | ў          |
| подебљано | Ў            | ў          |